# Jacques Simon (Radsportler)
Jacques Simon (* 1. Oktober 1938 in Saint-Pol-de-Léon; † 7. Oktober 2021 in Morlaix) war ein französischer Radrennfahrer.

## Sportliche Laufbahn
Simon war Teilnehmer der Olympischen Sommerspiele 1960 in Rom. Im Mannschaftszeitfahren belegte er gemeinsam mit Roland Lacombe, Henri Duez und François Hamon den 7. Platz.
1958 wurde er beim Sieg von Gustav Adolf Schur 9. im Rennen der Amateure bei den UCI-Straßen-Weltmeisterschaften. 1960 kam er auf den 7. Rang der Weltmeisterschaft auf dem Sachsenring. 
Von 1961 bis 1965 war er als Berufsfahrer aktiv, immer in französischen Radsportteams. Als Profi gewann er eine Reihe von Kriterien und Rundstreckenrennen. Sein bedeutendster Erfolg war der Sieg im Rennen Paris–Camembert 1963 vor Seamus Elliott.